# Pentylentetrazol
Pentylentetrazol, zvaný též metrazol, pentetrazol, pentamethylentetrazol, nebo zkratkou PTZ je heterocyklická organická chemická látka používaná jako léčivo stimulující dýchání a cirkulaci krve. Jak objevil v roce 1934 Ladislas J. Meduna, maďarský neurolog žijící v USA, způsobuje tato látka ve vysokých dávkách křeče a záchvaty podobné epileptickým i u osob bez předešlé historie takových záchvatů a netrpících tudíž epilepsií (padoucnicí), jedná se tedy o tzv. konvulzivum – látku způsobující konvulze – křeče. Konvulzivní vlastnosti metrazolu bylo dříve využíváno k tzv. konvulzivní terapii psychických onemocnění, především byla terapie metrazolem účinná pro onemocnění depresivního charakteru. Tato terapie byla účinná a rychle odstraňovala příznaky, zejména právě depresivních onemocnění. Bylo však těžké a mnohdy nemožné předejít po podání konvulzivní dávky dlouhotrvajícím a nekontrolovatelným křečím a záchvatům, a tak byla konvulzivní terapie metrazolem opuštěna a nahrazena terapií elektrokonvulzivní, při které záchvaty trvají kratší dobu, jsou kontrolovatelnější a mají stejně hodnotný terapeutický účinek, navíc s širším spektrem účinnosti – též se užívá k terapii manických a psychotických příznaků.

## Mechanismus účinku
Pentylentetrazol je ligandem GABAA-receptorů, tedy receptorů pro neurotransmiter kyselinu gamma aminomáselnou s rychlou responsí. GABA je nejabundantnější inhibitorní neuropřenašeč mozku. Mnoho látek, které se vážou na tento receptor jsou účinná antikonvulziva, sedativa, anxiolytika, hypnotika a látky tlumící aktivitu CNS, čímž tlumí také dýchání a srdeční činnost. Jedná se především o látky ze skupiny benzodiazepinů, barbiturátů a o psychoaktivní alkoholy, jako je především ethylalkohol, nejpodstatnější psychoaktivní složka alkoholických nápojů, které působí jako přímí či nepřímí agonisté tohoto receptoru a zvyšují tedy účinek GABA. Pentylentetrazol se váže na téže receptory, účinkuje však naopak jako antagonista. Antagonisté tohoto receptoru zpravidla ruší účinek GABA a jejích agonistů, vyvolávají tak zdánlivě opačné účinky (zdánlivě, protože receptory GABA nijak neovlivňují a namísto toho pouze zabraňují GABA a agonistům GABA navázat se na ně. Opačný účinek skutečný vyvolávají tzv. inverzní agonisté, jedná se o jiný mechanismus účinku.), tedy právě konvulze, úzkost, záchvaty, tachypnoi, tachykardii a zvýšenou stimulaci CNS. Tohoto účinku je dosaženo snížením aktivity GABAergních interneuronů majících inhibitorní účinek na glutamatergní excitatorní neurony v mozkové kůře, a tedy "odbrzděním" excitatorní mozkové aktivity. Tím dochází k hyperexcitabilitě zvýšením influxu především kalciových Ca2+ iontů do postsynaptických glutamatergních neuronů, což má za následek depolarizaci jejich axonů a právě hyperreflexii a tudíž křeče a záchvaty.